# Onyanko Club
Onyanko Club (おニャン子クラブ, onyanko kurabu, « le club des chatons ») est un groupe féminin transgenre de J-pop des années 1980 à l'effectif changeant, ayant incorporé une cinquantaine de jeunes idoles japonaises au cours de son existence, dont certaines également en solo ou en "sous-groupes", concept qui inspira plus tard la création des Morning Musume, Hello! Project et AKB48. Il révéla notamment Shizuka Kudo.

## Présentation
Le groupe, produit par Yasushi Akimoto, débute le 1er avril 1985 lors de la première de sa propre émission télévisée de variété hebdomadaire sur Fuji TV, Yūyake Nyan Nyan. Il est alors composé de onze « idoles » adolescentes recrutées lors d'un casting antérieur, vite rejointes par cinq autres membres. Dès la fin du mois, cinq des membres originales doivent quitter le groupe à la suite de la publication dans la presse de photos les montrant en train de fumer, acte interdit aux mineurs au Japon. Le groupe organise de nombreuses auditions lors de son émission pour incorporer de nouveaux membres, pour un total de 52 à la fin (plus deux « officieuses », toutes « numerotées »), tout en en laissant régulièrement partir d'autres, affichant ainsi un effectif sans cesse modifié.
Certaines sont lancées en solo, en parallèle au groupe ou après leur départ, parfois avec un certain succès comme Sonoko Kawai, Eri Nitta, Sayuri Kokusho, Sanae Jōnouchi, Satomi Fukunaga, Marina Watanabe et Minayo Watanabe (non apparentées), Mamiko Takai et Yukiko Iwai alias "Yuyu" (toutes deux également en duo), et Akie Yoshizawa (de la série Sukeban Deka II à laquelle tout le groupe participe aussi durant deux épisodes). D'autres membres sont en plus intégrées dans des "sous-groupes": le duo Ushiroyubi Sasaregumi, le quatuor Nyangilas, et le trio Ushirogami Hikaretai avec Shizuka Kudo, qui sera aussi lancée en solo avec grand succès juste avant la séparation d'Onyanko Club.
Le groupe se sépare le 9 septembre 1987, après avoir connu le succès avec des tubes aux paroles parfois sexuellement ambigües: Sailor Fuku wo Nugasanaide, Oyoshi ni Natte ne Teacher, Otto Chikan!. Il se reforme en partie en 2002 le temps d'un single. Le concept évolutif d'Onyanko Club inspire d'autres formations musicales, comme Tokyo Performance Doll et Osaka Performance Doll dans les années 1990 ou Checkicco et AKB48 du même producteur dans les années 2000, mais surtout Morning Musume et le Hello! Project qui connaissent un franc succès depuis une douzaine d'années.

## Membres
| - 01 Mika Okuda - 02 Michiko Enokida - 03 Kayoko Yoshino - 04 Eri Nitta - 05 Miharu Nakajima - 06 Aki Kihara - 07 Mamiko Tomoda - 08 Sayuri Kokusho - 09 Mika Nagoya - 10 Mayumi Sato - 11 Satomi Fukunaga - 12 Sonoko Kawai - 13 Kazuko Utsumi - 14 Harumi Tomikawa - 15 Rika Tatsumi - 16 Mamiko Takai - 17 Sanae Jonouchi - 18 Ruriko Nagata | - 19 Yukiko Iwai (Yuyu) - 20 Yoko Teramoto - 21 Tamaki Gomioka - 22 Mako Shiraishi - 23 Kaori Hayashi - 24 Fumiyo Mita - 25 Akie Yoshizawa - 26 Yoshie Akasaka - 27 Aki Matsumoto - 28 Mutsumi Yokota - 29 Minayo Watanabe - 30 Chiaki Mikami - 31 Yuko Yajima - 32 Susan Kumiko Yamamoto - 33 Tomoko Fukawa - 34 Mami Yumioka - 35 Takako Okamoto - 36 Marina Watanabe | - 37 Kaori Onuki - 38 Shizuka Kudo - 39 Maki Takabatake - 40 Akiko Ikuina - 41 Noriko Kaise - 42 Makiko Saito - 43 Toshie Moriya - 44 Naoko Takada - 45 Yumiko Yoshida - 46 Sanae Nakajima - 47 Yuriko Yamamori - 48 Kayo Agatsuma - 49 Mitsuko Yoshimi - 50 Miyuki Sugiura - 51 Kumiko Miyano - 52 Wakako Suzuki - B4 Hiroko Tominaga - B5 Mayumi Yamazaki |

## Discographie

### Albums
Album Live